# Харви С. Фајерстоун
Харви Самјуел Фајерстоун (20. децембар 1868. - 7. фебруар 1938) био је амерички бизнисмен и оснивач компаније Фајерстоун за производњу гума, једног од првих светских произвођача аутомобилских гума.

## Породична позадина
Фајерстоун је рођен на фарми Колумбиана, Охајо, коју је саградио његов деда. Био је други од три сина Бенџамина и Кетрин ( рођена Фликингер) Фајерстоуна; Бенџамин је имао сина и кћерку од прве жене. Оригинална фарма је растављена и пресељена у Гринфилд Вилиџ, историјско налазиште које је основао Хенри Форд, 1983. у оквиру већег музеја на отвореном.
Фајерстоунов прадед, Ханс Николас Фејерстајн, доселио се из Берга, Француске, 1753. године и настанио се у Пенсилванији . Тројица Николових синова - укључујући Харвијевог прадеду Јохана Николаса - променили су презиме у "Фајерстоун", енглески превод немачког имена породице "Фејерстајн".
Дана 20. новембра 1895. Фајерстоун се оженио са Идабел Смит . На крају су имали седморо деце. Значајни унуци укључују: Ендру Фајерстоун, Ник Фајерстоун и Вилијам Клајд Форд Млађи. (син унука Хенрија Форда и Харвијеве и Идабелине унуке Марте ).

## Образовање и каријера
Након што је завршио средњу школу Колумбијана, Фајерстоун је радио у компанији Колумбус Буги у Колумбусу, Охајо, пре него што је започео сопствену компанију 1890. године, правећи гумене гуме за кочије . 1900. године убрзо је угледао огроман потенцијал за продају гума за аутомобиле, а затим је основао компанију Фајерстоун Тајр енд Рабер Компани, пионира у масовној производњи гума. 1926. објавио је књигу Мушкарци и каучук: прича о послу која је написана у сарадњи са Самјуелом Краутером .

## Смрт
1938. године Фајерстоун је умро од коронарне тромбозе .

## Вагабунди
Фајерстоун, Хенри Форд и Томас Едисон су се у то време углавном сматрали тројицом лидера у америчкој индустрији и често су заједно радили и одмарали , називајући себе Вагабундима , заједно са природњаком Џоном Буроом .

## Наслеђе
Главна библиотека Универзитета Принстон названа је Фајерстоун Лајбрари у његову част. Убраја се међу највеће универзитетске библиотеке на свету. 3. августа 1950. године одржан је Харви С. Фајерстоун Меморијал, велики ансамбл скулптура посвећен Фајерстону, који су креирали вајари Џејмс Ерл Фрејзер и Доналд Де Лу. Налази се у Бриџстоун Фајерстоун Инк. . 1974. Фајерстоун је примљен у Кућу славних аутомобила. Фајерстоун средња школа у Акрону у Охају је названа у његову част. Постоји парк Харви С. Фајерстоун у Колумбијани, Охајо . Град Харбел у Либерији, дом планинске плантаже Фајерстоуна, највећег на свету, назван је по Фајерстоуну и његовој супрузи Идабел.
Примљен је у Америчку дворану славе Америке у мото спорту 2013. године.